# Медведиця (Гомельська область)
Медведиця (біл. Мядзведзіца) — селище в Шарпиловській сільській раді Гомельського району Гомельської області Республіки Білорусь.

## Географія

### Розташування
На заході межує із лісом. 35 км на південний захід від Гомеля.

## Гідрографія
На сході є меліоративний канал.

## Транспортна мережа
Транспортний зв'язок степовою, а потім автомобільною дорогою Нова Гута — Гомель. Дерев'яні селянські садиби вздовж путівця.

## Історія
Засноване на початку 1920-х років переселенцями із сусідніх сіл на колишніх поміщицьких землях. У 1931 році жителі вступили до колгоспу. Під час німецько-радянської війни 5 мешканців загинули на фронті. У 1959 році у складі радгоспу «Межиріччя» (центр — село Шарпиловка).

## Населення

### Чисельність
- 2009 — 8 мешканців.